# Селивановський район (Ростовська область)
Селивановський район Ростовської області — адміністративно-територіальна одиниця, що існувала в РРФСР у 1934—1956 роках.

## Історія
У 1934—1937 роках район входив до Північно-Донського округу у складі Азово-Чорноморського краю.
13 вересня 1937 року Селивановський район (з центром в станиці Селивановська) увійшов до складу Ростовської області. 
Указом Президії Верховної Ради СРСР від 6 січня 1954 року з Ростовської області була виділена Кам'янська область (з центром у місті Кам'янськ-Шахтинський). Територія Селивановського району увійшла до складу Кам'янської області. 
У 1956 році Селивановський район було скасовано. Його територія увійшла до Милютинського району Ростовської області.